# Список политических партий Гондураса
В этой статье приведён список политических партий Гондураса, как представленных в парламенте, так и непарламентских, а также уже несуществующих. На 2 октября 2023 года в стране было зарегистрировано 14 партий.
Согласно законодательству Гондураса политические партии являются институтами публичного права и пользуются правами, установленными Конституцией, Законом о выборах, их уставами и положениями. Учреждение политических партий является свободным, а юридические требования к их созданию, а также их права и обязанности, определяются Законом о выборах.
Долгое время в Гондурасе существовала двухпартийная система, в рамках которой на политической сцене доминировали две политические партии, правая Национальная и центристская Либеральная, и кому-либо чрезвычайно трудно было добиться успеха на выборах под знаменем любой другой партии. Но в 2010-х годах дуополия националистов и либералов была нарушена свергнутым президентом Мануэлем Селайя, экс-либералом, создавшим социалистическую Партию свободы и перестройки, которая в итоге пришла к власти в лице его супруги Сиомары Кастро.

## Парламентские партии
По итогам выборов 2021 года в Национальном конгрессе Гондураса представлены 6 партий.
| Партия | Партия | Партия                                                              | Год  | Лидер                     | Идеология                                                                                                 | Интернационал             | Места     |
| ------ | ------ | ------------------------------------------------------------------- | ---- | ------------------------- | --- | ------------------------- | --------- |
|        |        | Партия свободы и перестройки Partido Libertad y Refundación (Libre) | 2011 | Мануэль Селайя            | Левые; социализм XXI века, демократический социализм, прогрессивизм, левый популизм, антикапитализм       | PI, FSP                   | 50 из 128 |
|        |        | Национальная партия Гондураса Partido Nacional de Honduras (PNH)    | 1902 | Марио Пинеда              | Правоцентризм/правые; консерватизм, социально-ориентированная рыночная экономика, христианская демократия | IDU, CDU, UPLA, ODCA      | 44 из 128 |
|        |        | Либеральная партия Гондураса Partido Liberal de Honduras (PLH)      | 1891 | Яни Розенталь             | Центризм; либерализм                                                                                      | LI, RELIAL, COPPPAL, GICD | 22 из 128 |
|        |        | Партия спасителей Гондураса Partido Salvador de Honduras (PSH)      | 2019 | Сальвадор Насралла        | Центризм/правоцентризм; популизм, экономический либерализм, антикоммунизм                                 |                           | 10 из 128 |
|        |        | Христианско-демократическая партия Partido Demócrata Cristiano (DC) | 1968 | Лукас Эвангелисто Агилера | Правоцентризм; христианская демократия, христианский гуманизм                                             | ODCA, GICD                | 1 из 128  |
|        |        | Антикоррупционная партия Partido Anticorrupción (PAC)               | 2012 | Марлене Альваренга        | Центризм; борьба с коррупцией                                                                             | GICD                      | 1 из 128  |

## Внепарламентские партии
- Партия обновления и единства — Социал-демократия[исп.] (Partido Innovación y Unidad Social Demócrata (PINU-SD); 1970). Левоцентризм, социал-демократия, прогрессивизм. Была создана ученым, бизнесменом и политиком Мигелем Андони Фернандесом как демократическая, умеренная левая альтернатива двум основным партиям и военному режиму. Первые годы действовала нелегально, зарегистрирована в 1978 году. Начиная с 1981 года участвует в выборах, получая по их итогам от 1 до 4 мест в Конгрессе, но в 2021 году осталась без представительства. Член GICD[англ.].
- Партия «Мы все — Гондурас» (Partido Todos Somos Honduras, TSH; 2018). Центризм; общее благо, справедливость, свобода, защита семьи[2].
- Гондурасский патриотический альянс[исп.] (Partido Alianza Patriótica Hondureña, Alianza Patriótica; 2012). Правые/ультраправые; неолиберализм, национализм, антикоммунизм, милитаризм, национал-консерватизм. Основана генералом Ромео Васкесом Веласкесом, бывшим начальником Объединённого комитета начальников штабов Вооружённых сил Гондураса. В 2017 году завоевала 4 места в Конгрессе, но по итогам выборов 2021 года лишилась представительства.
- Демократическое объединение[исп.] (Unificación Democrática (UD); 1992). Левоцентризм, социал-демократия, либеральный социализм. Создана путём слияния четырёх подпольных или полуподпольных левых партий (Партия патриотического обновления (бывшая Коммунистическая партия Гондураса), Партия за преобразование Гондураса, Революционная партия Гондураса и Моразанистская партия национального освобождения). Член «Форума Сан-Паоло».
- Партия Широкого фронта[исп.] (Partido Frente Amplio (EL FRENTE); 2012). Левые; коммунализм, демократия участия, либертарный социализм. Основана правозащитником Андресом Павоном.
- Движение солидарности «Давай вместе» (Partido VAMOS Movimiento Solidario). Создана как Партия христианско-социального центра. Идеология строится на социально-христианских принципах, выступает в защиту окружающей среды, за свободу, солидарность, демократию, социальную справедливость и мир[3].
- Партия нового пути Гондураса (Partido Nueva Ruta de Honduras (PNRH); 2019). Основана журналистом и бизнесменом Эсдрасом Амадо Лопесом, который был депутатом от LIBRE (2014—2018) и членом Партии Широкого фронта[4]. Выступает за народный суверенитет, самоопределение народа и демократию участия, участие всех политических сил в государственном управлении, политическую стабильность и социальный мир[5].
- Партия демократического освобождения Гондураса (Partido Liberación Democrático de Honduras (LIDEHR); 2020). Создатель партии, экономист Лемпира Виана Мора, выстпупал за суверенитет народа, социальную справедливость и равенство, обеспечение экономического, социального и рекреационного благополучия граждан[6].

## Бывшие партии
- Партия рабов (исп. Partido Los Serviles; 1824).
- Либеральная лига Гондураса (исп. Liga Liberal de Honduras; 1872—1891). Создана Селео Ариасом[исп.], временным президентом Гондураса (1872—1874). Поглощена созданной Поликарпо Бонилья Либеральной партией.
- Либерально-прогресистская партия Гондураса (исп. Partido Progresista Liberal de Honduras; 1889—1891). Основана Рамоном Роса[исп.], идеологом либеральных реформ при президенте Марко Аурелио Сото. Вошла в состав Либеральной партии.
- Партия демократии (исп. Partido La Democracia; 1901—1903). Учреждена Мануэлем Бонилья. Послужила базой для создания Национальной партии Гондураса.
- Клуб патриотического союза (исп. Partido Club Unión Patriótica; 1902). Создан бывшим президентом Марко Аурелио Сото для участия в выборах 1902 года, которые он проиграл, получив 8,3 % голосов.
- Коммунистическая партия Гондураса (КПГ; исп. Partido Comunista de Honduras (PCH); 1927—1990). Левые/ультралевые; коммунизм, марксизм-ленинизм, научный социализм, маоизм, антиимпериализм. В 1990 году партия распалась и её остатки объединилась с Партией патриотического обновления.
- Гондурасская демократическо-революционная партия[англ.] (исп. Partido Revolucionario Democrático Hondureño; 1948—1954). Создана членами недолговечной Революционно-демократической партии (сформированной в 1946 году) и группой членов левого крыла Либеральной партии. Была в числе главных сторонников всеобщей забастовки 1954 года, во время которой ее наиболее левые члены приняли участие в возрождении КПГ.
- Партия национального союза (исп. Partido Unión Nacional; 1954—1956). Создана вице-президентом Хулио Лосано Диасом, временно захватившим власть в стране, при поддержке банановых компаний и диссидентов из Национальной партии.
- Реформистская национальная партия[англ.] (исп. Partido Nacional Reformista (PNR); 1954—1957). Создана как Революционное национальное движение членами умеренного крыла Национальной партии, недовольными выдвижением в президенты бывшего диктатора Тибурсио Кариаса Андино.
- Гондурасская революционная партия (исп. Partido Revolucionario Hondureño; 1961—1992). Небольшая подпольная марксистская партия, основанная бывшими членами КПГ. Принимала активное участие в крестьянском движении. Объединилась с тремя другими группами, образовав партию Демократическое объединение.
- Партия трансформации Гондураса[англ.] (исп. Partido para la Transformación de Honduras (PTH); 1967—1992). Ультралевые; коммунизм, марксизм-ленинизм, маоизм. Основана как Марксистско-ленинская коммунистическая партия Гондураса (Partido Comunista Marxista-Leninista de Honduras) группой маоистов из КПГ. Объединилась с тремя другими группами, образовав партию Демократическое объединение, сохранив при этом свою структуру внутри новой партии.
- Революционная партия трудящихся Центральной Америки (исп. Partido Revolucionario de los Trabajadores Centroamericanos (RPTC); 1975—1995). Ультралевые; антикапитализм, антиимпериализм, центральноамериканизм (Морасан), коммунизм, фокизм, геваризм, интернационализм, марксизм-ленинизм, хошиминизм, социализм, троцкизм. Создана с целью объединить все лево-революционные силы Центральной Америки. Секции в Гондурасе считалась одной из самых сильных в партии. В октябре 1980 года ЦК PRTC распустил центральноамериканские структуры партии, превратив национальные партийные отделения в отдельные партии, учредив Конференцию революционных партий Центральной Америки в качестве координационного органа отдельных PRTC.
- Социалистическая партия[англ.] (исп. Partido Socialista (PASO); 1978—1983). Небольшая левая партия, основанная выходцами из Движения за социализм (MAS), ранее исключёнными из Христианско-демократической партии при участии членов КПГ и Марксистско-ленинской компартии. Распалась.
- Моразанистская партия национального освобождения[исп.] (исп. Partido Morazanista de Liberación Nacional (PMLN; 1979—1992). Левые; антиимпериализм, национальное освобождение, левый национализм. Сформирована, как и её вооружённое крыло, Моразанистский фронт освобождения Гондураса (Frente Morazanista para la Liberación de Honduras, FMLH) в результате раскола Коммунистической партии. Объединилась с тремя другими группами, образовав партию Демократическое объединение.
- Революционные народные силы Лоренцо Селайя (исп. Fuerza Revolucionarias Populares Lorenzo Zelaya; 1980—1992). Подпольное военно-политическое движение, созданное диссидентами из КПГ, вдохновлёных Никарагуанской революцией 1979 года и, в отличие от традиционных коммунистических партий, выступавших за герилью. После уничтожения большей части руководства партии, распада Советского Союза и прихода к власти либерального реформатора Кальехаса Ромеро с его политикой либерализации и амнистии, было решено отказаться от партизанской борьбы. Часть членов приняли участие в создании Демократического объединения, другие присоединились к Либеральной партии, а третьи вернулись к гражданской жизни.
- Партия патриотического обновления (исп. Partido Renovación Patriótica; 1990—1992). Была образована в результате объединения различных левых групп, таких как Революционные народные силы Лоренцо Селайя, остатков распущенной Коммунистической партии и диссидентской фракции социал-демократов. В 1992 году объединилась с тремя другими группами, образовав партию Демократическое объединение.Гондурасская PRTC продолжила собственную вооружённую борьбу.
- Гондурасский патриотический фронт (исп. Frente Patriótico Hondureño, FPH)